# Ben Liebrand
Ben Liebrand (* 27. September 1960 in Nijmegen) ist ein niederländischer DJ, der vor allem mit Remixen bekannter Popsongs internationale Hitparadenerfolge hatte.

## Leben
Ben Liebrand begann 1976 als DJ in seiner Heimatstadt. Ab 1983 moderierte er beim niederländischen Sender Radio Veronica die Radiosendung In the Mix. Sein erster Remix war She’s so Devine von der Gruppe The Limit. 1989 landete er mit einer Coverversion von Jeff Waynes Eve of the War auf Platz 3 in den britischen Charts und auf Platz 9 in der niederländischen Hitparade. Auch der Nummer-1-Hit Holiday Rap des Duos MC Miker G & Deejay Sven war eine Produktion von Liebrand. 
Weitere bekannte Remixe produzierte er von Salt ’n’ Pepa (Let’s Talk about Sex, You Showed me, Whatta Man), der Sugarhill Gang (Rapper’s Delight), Phil Collins (In the Air Tonight), Sting (Englishman in New York, Mad about You), Tony Scott (Move to the Bigband), Alexander O’Neal, Genesis und Grace Jones. Neben der Serie MiniMix (Remixe, die z. T. für DMC – Disco Mix Club – produziert wurden, jedoch unregelmäßig bis heute fortgeführt und auf Radio Veronica gesendet werden) brachte er erfolgreiche GrandMixes mit jeweils den 100 besten Club- und Dance-Titeln des jeweiligen Jahres, gemixt in einem einstündigen Nonstop-Mix, unter der Bezeichnung GrandMix heraus.
2000 wurde die Serie durch Ben Liebrand in neuer Form wiederbelebt und seitdem mit Sonderausgaben wie u. a. der GrandMix Summer Edition, GrandMix Disco Edition und weiteren fortgeführt, zudem bis 2018 mit jährlichen GrandMixen. Diese Mix-Reihe enthält je Ausgabe ca. 100 Songs in drei Stunden und wurde bis zum Jahrgang 2018 auf CD veröffentlicht. Die Cover der neuen Serie wurden von Liebrand selbst gestaltet. 2009 war Liebrand DJ beim privaten Hörfunksender sunshine live angestellt, wo er im Wechsel mit George Morel und Tiësto durch die Sendung Warm Up … in the Mix führte.
2019 erschien als Broadcast statt eines Jahresmix die GrandMix Decade-Edition mit Hits der 2010er-Jahre. 2020 war der GrandMix 2020 ausschließlich auf Radio 538 zu hören, ebenso ein Jahr später der GrandMix 2021. Auf seinem eigenen Kanal auf Vimeo.com sind zudem von einigen seiner GrandMixe nachträglich Video-Mixe erschienen. 
Ben Liebrand lebt zeitweise in Kanada mit einem weiterhin bestehenden zweiten Wohnsitz in den Niederlanden.

## Ehrungen und Auszeichnungen
- 2020 Gouden Harp Award für sein Lebenswerk.